# Zahia Dahel Hebrih
 (août 2011).
Si vous disposez d'ouvrages ou d'articles de référence ou si vous connaissez des sites web de qualité traitant du thème abordé ici, merci de compléter l'article en donnant les références utiles à sa vérifiabilité et en les liant à la section « Notes et références ».
Zahia Dahel Hebrih, née à Annaba le 11 février 1952, est une peintre et sculpteur algérienne.
Elle obtient le premier prix des médailles de mérite et le premier prix d'honneur du président[Où ?][Quand ?].